# Thérèse Humbert
Pour les articles homonymes, voir Humbert.
Thérèse Humbert, née Marie-Thérèse Daurignac ou d'Aurignac, le 10 septembre 1855 à Aussonne (Haute-Garonne) et morte après 1938, est une escroc française.
Son nom est associé à l'affaire Humbert, ou affaire de l’« héritage Crawford », qui secoue le monde politique et financier à la fin du XIXe siècle et au début du XXe siècle.

## Biographie

### Famille et enfance
Marie-Thérèse Daurignac naît d'une famille paysanne à Aussonne, troisième d'une fratrie de sept enfants. Son père, Guillaume, est un enfant trouvé dans un tour d'abandon, puis reconnu tardivement par sa mère, Jeanne Daurignac. Il épouse une femme de 25 ans sa cadette, Rose-Lucie Capella, future mère de Marie-Thérèse.
Un très modeste héritage, touché par le père, leur permet de se lancer dans l'achat de la vieille ferme des Œillets à Aussonne. Afin de trouver les fonds manquants et d'obtenir plus facilement un prêt, Guillaume Daurignac invente l'histoire d'un autre supposé héritage « à venir ». Rose-Lucie achète néanmoins une boutique de lingerie en hypothéquant la ferme et les affaires semblent florissantes, mais elle meurt en 1871, ce qui met la famille dans une situation nettement plus difficile, d'autant plus que le père, plus ou moins illuminé, exerce des fonctions de rebouteux-guérisseur. Tout ceci pousse Marie-Thérèse à prendre en main les destinées familiales.

### Mariage
Marie-Thérèse montre dès l'adolescence un goût pour le subterfuge, persuadant notamment ses amies de mettre en commun leurs bijoux afin de faire croire tour à tour à chacun de leurs prétendants qu'elles sont riches. Elle parvient à épouser, en 1878 à Beauzelle, Frédéric Humbert, futur député dont le père, Gustave Humbert, devient ministre de la Justice en 1882 dans le deuxième gouvernement de Charles de Freycinet. Elle réussit à l'épouser en faisant croire à sa future belle-famille (afin d'obtenir leur accord) une fable selon laquelle elle serait l’unique héritière d’une vieille cousine célibataire mourante, propriétaire du château de Marcotte, dans le Gers. Le stratagème est finalement éventé mais son mari, une des premières victimes de ses mensonges, reste admiratif face à son aplomb et son charme.

### L'affaire de l'héritage Crawford

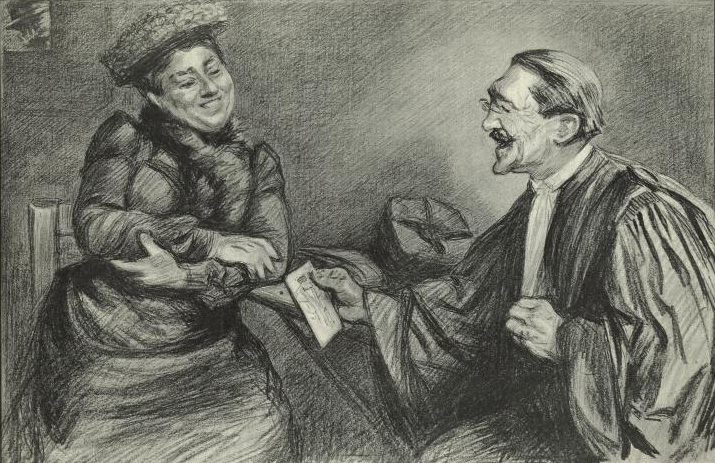
Thérèse Humbert et son défenseur au civil, Henri-Robert (croquis de Renouard, février 1903).

En 1879, elle prétend avoir reçu une partie de l'héritage du millionnaire américain Robert Henry Crawford, pour la raison que, victime d'une crise cardiaque dans un train, elle lui aurait alors porté secours. Pour apporter du crédit à ses prétentions, elle monte un vrai procès, avec de faux adversaires, les « neveux » de Crawford, qui lui « disputent » son « héritage » ; puis elle signe avec lesdits « neveux », qui sont en réalité ses frères, une « convention » pour partager l'« héritage », qu'ils ne respectent pas ; elle engage alors un procès contre les « neveux », qu'elle gagne et utilise les jugements successifs, jusqu'à la Cour de cassation, pour prouver l'existence de cet « héritage ».
Frédéric Humbert, avocat, défend l'opération très habilement. Dès lors, les Humbert obtiennent d'énormes prêts en utilisant le supposé héritage comme garantie. Ils emménagent à Paris, avenue de la Grande-Armée. Ils achètent le château des Vives-Eaux à Vosves (commune de Dammarie-les-Lys). Quand les prêteurs se montrent pressants d'être remboursés, ils empruntent à de nouvelles personnes qu'ils abusent tout autant, usant ainsi d'un procédé frauduleux de « cavalerie », bien connu selon un système pyramidal qui sera plus tard décrit sous le terme de « système de Ponzi »,.
Cette escroquerie dure une vingtaine d'années, jusqu'à ce qu'un juge, pressé par un créancier, se décide à faire ouvrir le coffre-fort où sont censés se trouver les documents prouvant l'héritage, pour les placer sous séquestre. Le coffre ne contient qu'une brique et une pièce d'un penny.
Les Humbert ont déjà fui le pays, mais ils sont arrêtés à Madrid en décembre 1902. Thérèse Humbert, qui a notamment comme défenseur Fernand Labori, est jugée et condamnée à cinq ans de travaux forcés, tout comme son mari Frédéric. Ses deux frères, qui s'étaient fait passer pour les neveux Crawford, sont condamnés à deux et trois ans de prison. Ces peines sont jugées alors clémentes eu égard aux sommes en jeu. À sa libération de prison, des rumeurs, tenant plus d'une certaine légende, ont évoqué une possible émigration vers les États-Unis.

### Incertitudes sur la fin de sa vie
Dans le journal hebdomadaire Détective du 1er mai 1930, un article décrit l'histoire de l'escroquerie à la suite du décès de Romain Daurignac. Le titre de l'article est « Vingt ans d'illusionnisme ». L'article est signé par Jean France, qui dit avoir eu à s'occuper de l'affaire Thérèse Humbert pour le compte de la Sûreté générale, et être allé à Madrid chercher les Humbert et les ramener à Paris pour leur procès. L'article indique : « Thérèse Humbert vit toujours, petitement, à Paris. Elle a perdu sa miraculeuse vitalité. Quels revers lui a laissés le passé d'or ? C'est une vieille femme assez humble, qui ne parle jamais ». Cet article est accompagné de deux photos. La première montre les portes d'entrée d'une maison à Paris et en dessous on lit : « Ici, boulevard des Batignolles, demeure aujourd'hui celle qui fut « la Grande Thérèse ». » En dessous de la deuxième photo, on lit : « Derrière ces fenêtres aux rideaux blancs, Thérèse Humbert médite sur son passé… ».
En 1936, selon le recensement effectué cette année-là, Thérèse Humbert vit toujours à Paris, dans le 17e arrondissement, au 4 boulevard des Batignolles avec son époux dénommé Eugène Humbert dit d'Arlot [ou d'Arcot] né en 1857, présenté comme « artiste-peintre », et leur fille Marie Herbecq Humbert, née en 1884. Eugène Frédéric Humbert, « artiste peintre », meurt l'année suivante au 10 du même boulevard et l'acte de l'état-civil le mentionne alors « époux » et non « veuf » de Thérèse d'Aurignac.
En mai 1939, elle refait la une des journaux, parce qu'elle hérite vraiment cette fois, mais de son frère mort veuf sans enfant ; les journalistes la signalent vivant non plus à Paris mais au 19 rue des Chasses à Clichy.

## Dans la culture

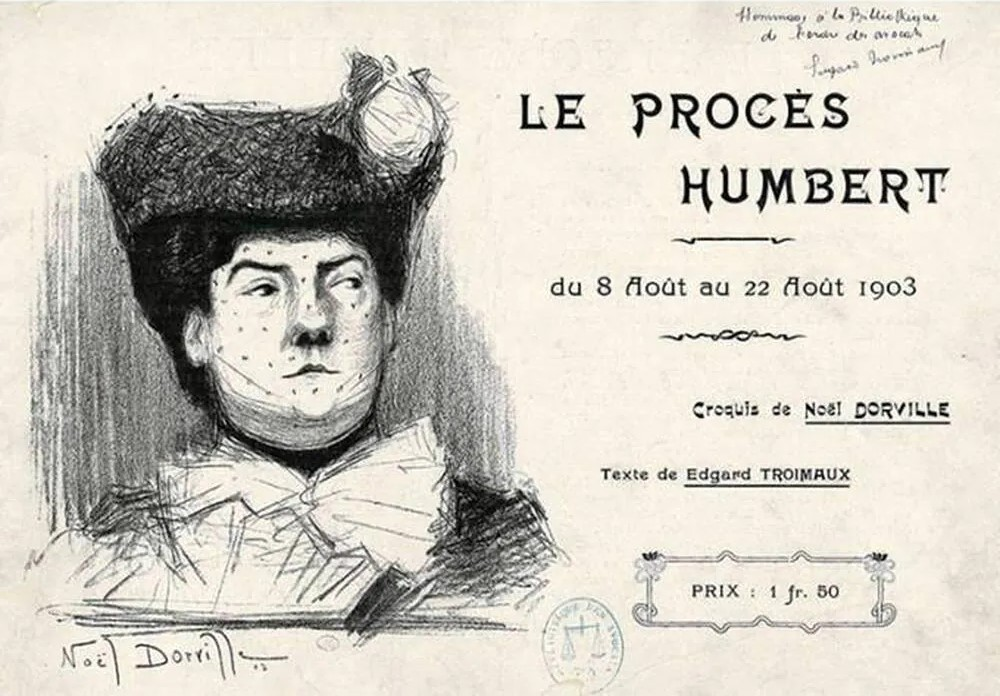
Couverture du numéro de L'Assiette au beurre consacré à Thérèse Humbert (Noël Dorville, 1903).

### Évocation
Devenue très célèbre, en raison des nombreux articles de presse qui furent consacrés à cette affaire, Thérèse Humbert fut longtemps surnommée « la Grande Thérèse ». Ce terme, ainsi que la formule de « plus grande escroquerie du siècle », a été abondamment repris par cette même presse à la suite de la déclaration de l'homme politique Pierre Waldeck-Rousseau, président du Conseil, au moment où l'affaire, et le scandale qui y est lié, éclatent.

### Dans la presse
Entre autres caricatures et articles qui occupent la presse française et internationale au moment du procès :
- Le 8 août 1903, le journal satirique L'Assiette au beurre a consacré un numéro entier au procès des Humbert[17].

### Dans la littérature

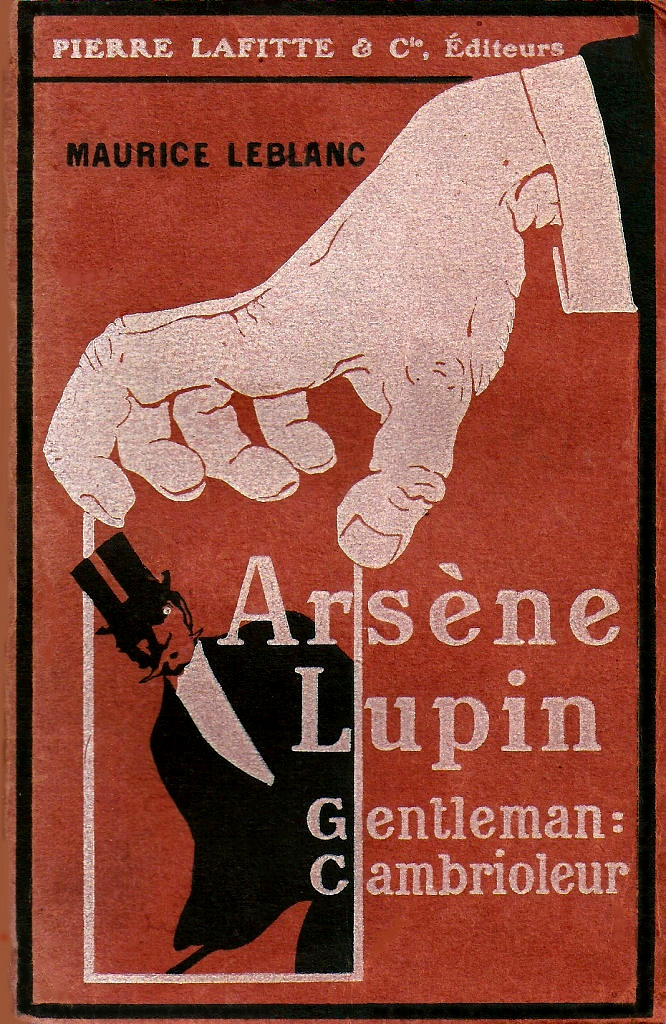
Couverture du livre Arsène Lupin, gentleman-cambrioleur.

- Arsène Lupin, gentleman-cambrioleur (Le Coffre-fort de madame Imbert), nouvelle de Maurice Leblanc, publiée dans Je sais tout no 16 du 15 mai 1906 :

Thérèse Humbert y apparaît sous les traits de « Gervaise Imbert » ; elle réussit à rouler le jeune Arsène Lupin, qu'elle fait en outre passer (à son insu) pour un Crawford (rebaptisé Brawford). Le récit de Maurice Leblanc se termine par ces mots : « C’est la seule fois que j’aie été roulé dans ma vie. Mais fichtre, je l’ai bien été cette fois-là, et proprement, dans les grands prix !… »
- Thérèse Humbert est un roman de Noëlle Loriot (sous le pseudonyme de Laurence Oriol), publié par Albin Michel en 1983.  (ISBN 2-226-01915-4). Rééd. J'ai lu no 1838[19].

### À la radio
- Les grandes Arnaqueuses (série Savoirs, Épisode 1 : « Thérèse Humbert : escroquer la haute société »), émission du 22 février 2022 sur France Culture avec Tiphaine de Rocquigny et Frédéric Chauvaud, professeur d'histoire à l'université de Poitiers[20].

### Au théâtre
- Laurette ou l'Amour voleur, pièce de Marcelle Maurette et Marc-Gilbert Sauvajon.

### À la télévision
- Thérèse Humbert, téléfilm de Marcel Bluwal et Jean-Claude Grumberg, d'après le roman éponyme de Noëlle Loriot (voir ci-dessus), avec Simone Signoret (dans le rôle-titre), Michel Aumont et François Périer, diffusé en 1983. Il s'agit d'un des derniers tournages de l'actrice[21].